# Рам Мохан
Рам Мохан (англ. Ram Mohan; 26 августа 1931, Мадрас, Британская Индия — 11 октября 2019, Мумбаи) — индийский аниматор, известный как «отец индийской анимации». За вклад в развитие мультипликации был награждён гражданским орденом Падма Шри в 2014 году.

## Биография
Выпускник Университета Мадраса, в 1956 году Рам Мохан бросил учебу в аспирантуре и присоединился к недавно созданному Отделу мультипликационных фильмов в Дивизионе кино в качестве стажера под руководством Клэр Уикс со студии Дисней (1956—1959).
В 1968 году он покинул Дивизион кино и начал работать в Prasad Productions в качестве руководителя подразделения анимации, а в 1972 году основал собственную производственную компанию Ram Mohan Biographics, остававшуюся относительно небольшой до конца 1990-х годов. В 1997 году компания объединилась с Unitited Studios Ltd. и сменила название UTV-Toons, при этом численность персонала увеличилась более чем в четыре раза.
До объединения Ram Mohan Biographics работала в основном над рекламными роликами, а также выпустила анимационный фильм Ramayana: The Legend of Prince Rama (1992), который Рам Мохан произвёл совместно с японский режиссёром Юго Сако. Мультипликатор взял на себя создание образов богов, черпая вдохновение в актёрском составе сериала «Рамаяна» Рамананда Сагара. Студия также разработала, анимировала и выпустила три 12-минутных эпизода образовательного мультсериала «Мина» по заказу ЮНИСЕФ, ориентированного на девочек из Южной Азии. Однако из-за недостатка рабочих рук предыдущие десять эпизодов хотя и были разработаны на Ram Mohan Biographics, были отданы для анимирования студии Fil-Cartoons в Маниле.
Как мультипликатор Рам Мохан также создал несколько анимационных вставок для художественных фильмов: одну из песен в Pati Patni Aur Woh (1978) Б. Р. Чопры, титульный эпизод фильма «Шахматисты» Сатьяджита Рая, эпизоды фильмов «Бхуван Шом» (1969) Мринала Сена, «Дважды два — пять» (1980), Biwi O Biwi (1981) и «Лентяй» (1982).
Поставленные им короткометражные мультфильмы дважды выигрывали Национальную кинопремию за лучший неигровой анимационный фильм: You Said It — в 1973 году и Fire Games — в 1984 году.
Мохан был председателем и главным креативным директором Graphiti Multimedia, анимационной компании в Мумбаи, которая была основана в 1995 году. В 2006 году им была основана Школа анимации Graphiti.